# Business Review
Business Review este o revistă săptămânală de afaceri în limba engleză din România, editată de Business Media Group (BMG).
Este prima publicație de afaceri în limba engleză apărută în România.
Primul număr al revistei a apărut la data de 19 ianuarie 1998.
Business Review include în fiecare săptămână secțiuni speciale dedicate celor mai importante domenii economice, cum sunt Banci & Finante, IT & Telecom, Media & Marketing și o secțiune specială pentru Imobiliare și Construcții.